# Restaurant du Louvre-Lens
Le restaurant est un des espaces du Louvre-Lens, à Lens, dans le bassin minier du Nord-Pas-de-Calais, en France. Conçu par les architectes Kazuyo Sejima et Ryūe Nishizawa de l'agence SANAA, c'est un petit bâtiment que se démarque des autres en ce sens qu'il est circulaire, et qu'il est situé à l'entrée du site, et n'est pas contigu aux autres.
Le restaurant, nommé L'Atelier de Marc Meurin, dispose de 72 couverts en intérieur, ainsi qu'une terrasse de 40 couverts.

## Bâtiment
Le musée a ouvert ses portes le 4 décembre 2012, mais le restaurant a été terminé plus tard vu que les premiers essais ont eu lieu en mai 2013. Il est pleinement lancé au mois de juin. Le restaurant dispose de 72 couverts en intérieur et d'une terrasse comprenant 40 couverts.

Le restaurant avec, en arrière-plan, la fosse no 11 - 19 et son terril no 74A, 11 - 19 de Lens Est

## Fréquentation
Peu avant le premier anniversaire de l'inauguration, survenue le 4 décembre 2012, et presque six mois après la pleine ouverture du restaurant, l'Agence France-Presse annonce que selon Ludovic Mouveau, directeur de l'établissement, chaque midi, deux services représentant en moyenne 120 couverts sont réalisés, avec un pic d'environ 180 couverts l'été. Le directeur dit également refuser autant de monde.